# Drabenderhöhe
Drabenderhöhe este o localitate care aparține de orașul Wiehl, Nordrhein-Westfalen, Germania.
Localitatea este situată la intresecția drumurilor  Köln - Siegen cu drumul Siegburg - Ründeroth - Hagen.
|             | Niederhof   |              |
| Büddelhagen |             | Hillerscheid |
|             | Hündekausen | Überdorf     |